# الأمراض المنقولة عن طريق الدم
الأمراض التي تنتقل عن طريق الدم هي أمراض يمكن أن تنتشرعن طريق التلوث بالدم وسوائل الجسم الأخرى. وأكثر الأمثلة شيوعا هي فيروس العوز المناعي البشري، التهاب الكبد ب وحمى نزفية فيروسية.
والأمراض التي لا تنتقل مباشرة عن طريق الاتصال بالدم، بل عن طريق الأحماض أو غيرها من النواقل، تصنف على نحو أكثر فائدة كمرض منقول بالنواقل (وبائيات)، على الرغم من أن العامل المسبب يمكن العثور عليه في الدم. وتشمل الأمراض المنقولة بالنواقل فيروس غرب النيل والملاريا.
ويمكن أيضا انتقال العديد من الأمراض بالدم عن طريق وسائل أخرى، بما في ذلك السلوك الجنسي الشديد الخطورة أو تعاطي المخدرات عن طريق الحقن الوريدي. كما تم تحديد هذه الأمراض في الطب الرياضي.
وبما أنه من الصعب تحديد مسببات الأمراض التي يحتوي عليها أي دم معين، وبعض الأمراض التي تنتقل عن طريق الدم قاتلة، فإن الممارسة الطبية القياسية تعتبر كل الدم (وأي سائل للجسم) أمرا معديا. احتياطات السوائل في الدم والجسم هي نوع من ممارسات مكافحة العدوى التي تسعى لتقليل هذا النوع من انتقال المرض.
يشكل الدم أكبر تهديد للصحة في المختبر أو في الوضع السريري بسبب إصابات إبر الحقن (على سبيل المثال، عدم وجود تقنيات مناسبة للتخلص من الإبر و / أو محاقن السلامة).
يتم فحص الدم للأمراض المنقولة عن طريق الدم. بالإضافة إلى ذلك، تقنية تستخدم مزيج من الريبوفلافين والأشعة فوق البنفسجية لمنع تكاثر هذه الأمراض عن طريق تغيير أحماضها النووية والتي يمكن استخدامها لعلاج مكونات الدم قبل نقلها، ويمكن أن تقلل من خطر انتقال المرض.
وقد تم تطبيق تقنية تستخدم السورالين الاصطناعية، حمض الهيدروكلوريك أموتوسالين، والضوء أوفا (320-400 نانومتر) في مراكز الدم الأوروبية لعلاج مكونات الصفائح الدموية والبلازما لمنع انتقال الأمراض المنقولة عن طريق الدم التي تسببها البكتيريا والفيروسات والبروتوزوا.
برامج تبادل الإبر هي محاولة للحد من انتشار الأمراض المنقولة عن طريق الدم بين متعاطي المخدرات عن طريق الحقن الوريدي.

## وصلات خارجية
- Selected EPA-registered Disinfectants - U.S. Environmental Protection Agency
- OSHA Bloodborne Pathogen Standard (BBPS)
- Bloodborne Pathogens and Needlestick Prevention, from the إدارة السلامة والصحة المهنية (OSHA)
- OSHA Bloodborne Pathogens Workplace Safety Standards and Regulations
- Antimicrobials Information - National Pesticide Information Center
- Professor Andrew Speilman, Entomologist, Harvard School of Hygiene and Public Health Freeview Malaria video by the Vega Science Trust.
- Rob Hutchinson, Entomolgoist, Mosquitoes London School of Hygiene and Tropical Diseases. Freeview video by the Vega Science Trust.
- "CDC - Healthcare-associated infections - HAI". cdc.gov. مؤرشف من الأصل في 2011-10-23. اطلع عليه بتاريخ 2014-03-01.
- NIOSH Bloodborne Infectious Diseases Topic Page